# رونالدينيو
رونالدو دي أسيس موريرا (بالبرتغالية: Ronaldo de Assis Moreira‏) (ولد في 21 مارس 1980 في بورتو أليغري)، المعروف باسم رونالدينيو (البرتغالية البرازيلية: [ʁonawˈdʒĩɲu]) أو رونالدينيو غاوتشو، هو لاعب كرة قدم برازيلي معتزل، يعتبر رونالدينيو من أفضل لاعبي كرة القدم على مر التاريخ ، آخر فريق لعب معه هو فلومينينسي البرازيلي ، وهو مختص بالركلات الحرة، وقدرة كبيرة على المراوغة الاستثنائية واللعب السريع.
ومن المعروف رونالدينيو بالبرتغالي بمعنى «رونالدو الصغير» في البرازيل لقب «غاوتشو»، من أجل التمييز بينه وبين رونالدو، الذي كان يسمى بالفعل «رونالدينيو» في البرازيل. رونالدو ذهب ببساطة باسمه الأول على انتقاله إلى أوروبا، مما يسمح للتخلي عن رونالدينيو «غاوتشو» ويبقى فقط رونالدينيو.
قبل انتقاله إلى فلامينغو ريغاتاس، لعب لدى ميلان، وأيضاً لفريق باريس سان جيرمان وبرشلونة، وأحرز مع الفريق الأسباني دوري أبطال أوروبا لأول مرة في عام 2006 ونال الكرة الذهبية عام 2005. وأخذ جائزة أفضل لاعب في العالم التي تقدمها الفيفا سنوياً عامي 2004 و2005 وأصبح مواطنا إسبانياً في يناير 2007. وأيضاً اُختير رونالدينيو ليكون من أفضل لاعبي برشلونة على مر تاريخه.

## مسيرته الكروية

### بدايته المبكرة
رونالدينيو بدأ مشواره مع غريميو مع فرقة الشباب. لعب لأول مرة جانب الفريق في عام 1998، وكان لعب رونالدينيو جيداً فلفت انتباه مدرب البرازيل في ذلك الوقت.
في 1999 كانت أول مشاركة مع المنتخب البرازيلي لرونالدينيو عندما كان عمره لا يتجاوز 19 عاماً، وأيضا تعاقدت معه فرق كثيرة من الاتحاد الأوروبي مثل أرسنال وغيرها، في عام 2001، وقع رونالدينيو عقدا مدته خمس سنوات مع الفريق الفرنسي باريس سان جيرمان في نقل 5100000 € لنقله مع الفريق ليبدأ مشواره الكروي في أوروبا.
بدأ رونالدينيو اللعب مع باريس سان جيرمان بالرقم 21 في أول موسم له، سجل رونالدينيو 9 أهداف في 28 مباراة. عاد رونالدينيو للفريق في موسم 03-2002 لتبديل رقمه إلى الرقم 10، وإن كانت مخيب مقارنة أدائه في موسمه السابق مع النادي، قام رونالدينيو بشكل مثير للإعجاب مع النادي. يوم 26 أكتوبر 2002، سجل هدفين في فوز باريس سان جيرمان 3-1 على غريمه مرسيليا في الكلاسيك الفرنسي، فكان الهدف الأول ركلة حرة اتقنها رونالدينيو من 18-يارد، جاء جدلا الأكثر رونالدينيو أداءه أكبر خلال هذا الموسم في سباق فرنسا للكوبيه عندما سجل هدفي الفوز 2-0 في النادي على بوردو في الدور نصف النهائي، والتي أدرجت باريس سان جيرمان في المباراة النهائية. بعد تسجيل هدفه الأول في الدقيقة 22، توج رونالدينيو في المباراة في الدقيقة 81 من أصحابه، بعد تسجيل الهدف (ركلة حرة) في شباكهم أكثر من 18 ياردة. 

### برشلونة
كان قد وعد نادي برشلونة خوان لابورتا رئيس برشلونة لجلب ديفيد بيكهام إلى النادي، ولكن بعد انتقاله إلى ريال مدريد، والترشح لرونالدينيو وتنافس مانشستر يونايتد للتوقيع عليه في صفقة بقيمة 30 مليون يورو. وقدم رونالدينيو قدم أول مباراة في فريقه ودية ضد ميلان في ملعب روبرت ف كينيدي التذكاري في واشنطن العاصمة، وسجل هدف واحد للفوز 2-0. بعد معاناة من الإصابة خلال النصف الأول من الحملة، وعاد وساعد في قيادة برشلونة إلى الانتهاء من المركز الثاني في الدوري.

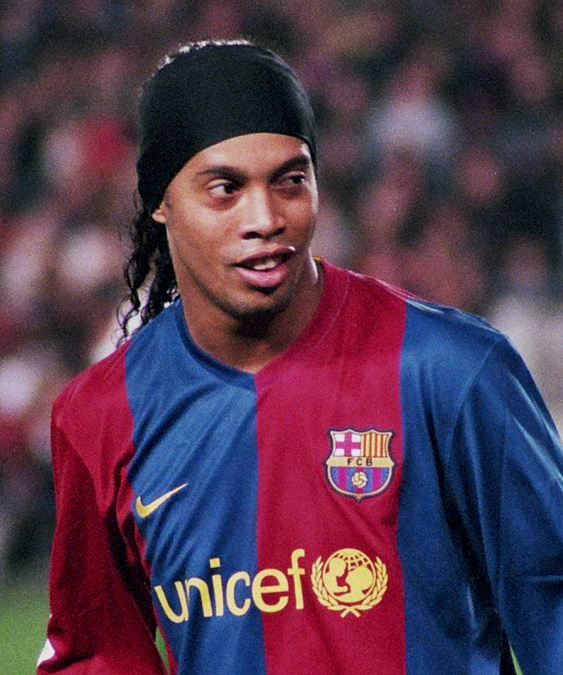
رونالدينيو في موسم 2007

رونالدينيو فاز بلقب الدوري للمرة الأولى في 2004–05، وكان اسمه اولاً لجائزة أفضل لاعب كرة قدم في العالم في 20 ديسمبر 2004. في عام 2005، تلقى رونالدينيو شرفه الثاني على التوالي لجائزة أفضل لاعب، بفوزه وتفوقه على لاعب تشلسي فرانك لامبارد وزميله لاعب برشلونة صامويل ايتو. يوم 8 مارس 2005، تم اقصاء برشلونة من دوري أبطال أوروبا من قبل تشيلسي في دور الستة عشر، مع ان رونالدينيو احرز هدفين في خسارة 4-2.
مع عقده تنتهي في عام 2008، وكان لرونالدينيو عرض تمديدا حتى عام 2014 كان من شأنه أن صافي له 85000000 £ أكثر من تسع سنوات ، لكنه رفضها. في سبتمبر 2005، ووقع التمديد لمدة سنتين التي تتضمن شرط الإفراج عن الحد الأدنى للأجر الذي سمح له بمغادرة النادي يجب تقديم عرض لبرشلونة على الأقل £ 85000000 له.
بحلول نهاية موسم 2004–05، وكان رونالدينيو قد تراكمت عليه مجموعة من الجوائز الشخصية. وفاز باتحاد اللاعبين المحترفين الافتتاحية لاعب في العالم للسنة في سبتمبر 2005، بالإضافة إلى كونها مدرجة في الحادي عشر العالمي لعام 2005 اتحاد اللاعبين المحترفين، واختياره أفضل لاعب في أوروبا في 2005 هذا العام. أيضا في ذلك العام، وأضاف رونالدينيو لمجموعة جائزته الثانية لأفضل لاعب في السنة مع 956 نقطة، أي أكثر من ثلاثة أضعاف (306) من فرانك لامبارد. يوم 19 نوفمبر، وسجل رونالدينيو هدفين مع برشلونة ليهزم ريال مدريد 3-0 على الطريق في المحطة الأولى من الكلاسيكو. بعد أن اغلقت في المباراة مع الهدف الثاني له، وحصل على بحفاوة بالغة من مشجعي ريال مدريد.

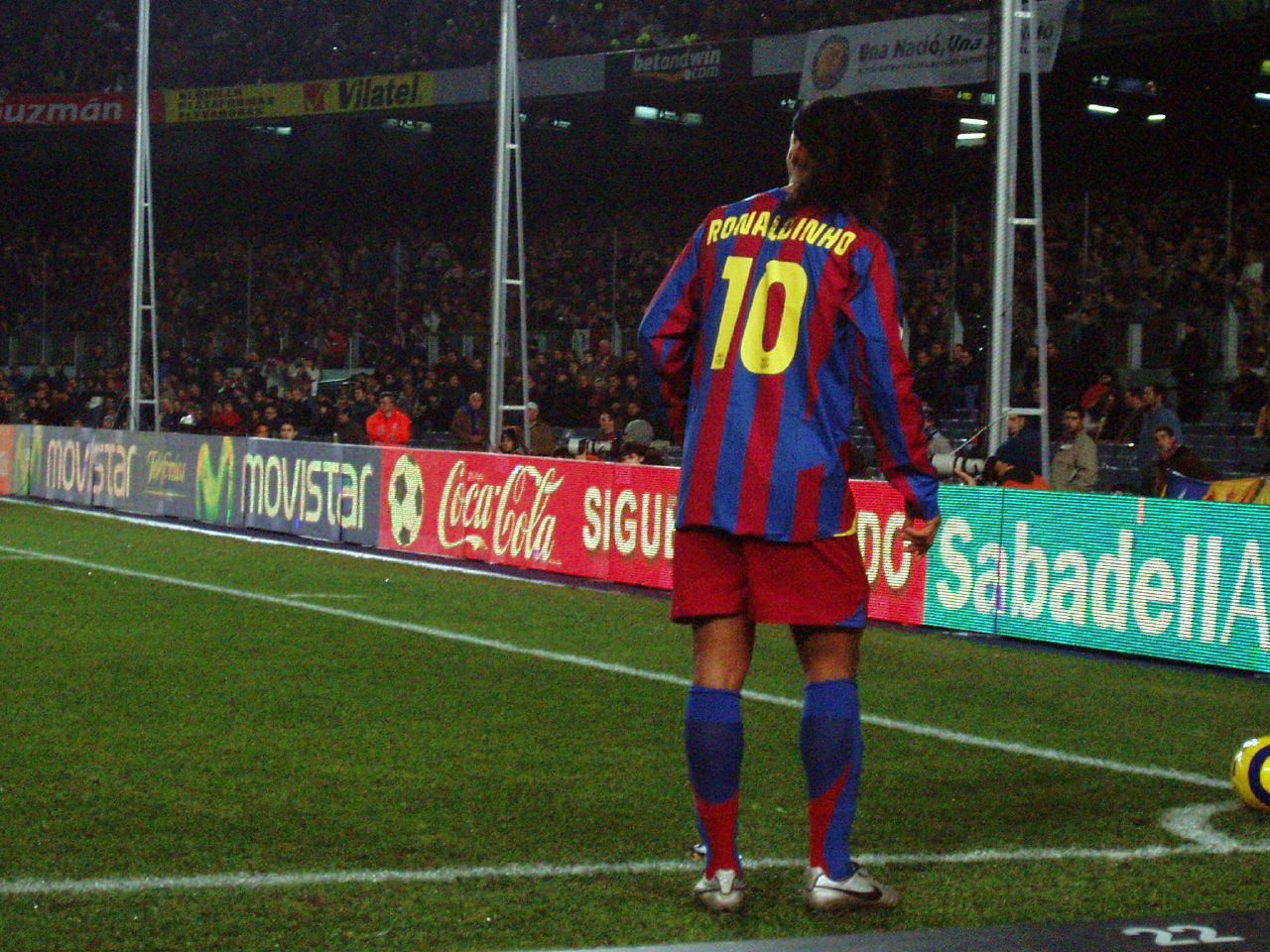
رونالدينيو بركلة ركنية امام

في 25 نوفمبر 2006 سجل رونالدينيو هدفه 50 ضد فياريال، ثم سجل مرة ثانية في وقت لاحق مع ركلة دراجة (مقصية) في سماء المنطقة. وقال في وقت لاحق للصحفيين ان هذا الهدف ألأخير كان يحلم بأن يسجل مثله منذ ان كان صبياً، وقال إنه سجل مرة واحدة وإنشاء اثنين آخرين في برشلونة 4-0 كأس العالم للأندية بفوزه على كلوب أمريكا المكسيكي يوم 14 ديسمبر، وكان برشلونة هزم لكن 1-0 من انترناسيونال البرازيلي في المباراة النهائية.
وبالرغم من ذلك حصل على جائزة الكرة البرونزية للمسابقة، في اليوم التالي، رونالدينيو احتل المركز الثالث في شغل جائزة أفضل لاعب العالم لكرة القدم 2006، وراء الفائز بكأس العالم فابيو كانافارو كابتن المنتخب الفرنسي زين الدين زيدان. وكان اسمه رونالدينيو ضمن فريق كرة القدم لهذا العام للمرة الثالثة على التوالي في يناير 2007، وحصل على أعلى عدد من الأصوات مع أكثر من 290،000 الترشيحات. واضطر للتغيب عن مباراة خيرية يوم 13 مارس بسبب اصابة في انه التقط قبل عدة أيام في جريدة برشلونة Clásico انتهت بالتعادل 3-3 مع ريال مدريد.
ولعب مباراته 200 لبرشلونة في مباراة بالدوري امام اوساسونا في 3 فبراير 2008. ومع ذلك، كان يعاني له 08-2007 في الموسم ككل من الاصابات، وبتمزق في إحدى عضلات ساقه اليمنى في 3 أبريل انتهى موسمه قبل الأوان. وفي 19 مايو، صرح لابورتا أن رونالدينيو بحاجة إلى «التحدي الجديد»، مدعيا انه في حاجة إلى ناد جديد لو كان لاحياء مسيرته. وأكد مالك مانشستر سيتي ثاكسين شيناواترا يوم 6 يونيو الذي كان مهتما في الحصول عليه.
قاد رونالدينيو وزميله في برشلونة ليونيل ميسي كل فريق من نجوم العالم في مباراة استعراضية لمكافحة العنصرية في فنزويلا يوم 28 يونيو، والتي انتهت بالتعادل 7-7. أنهى رونالدينيو مع زوج من الأهداف واثنين ويساعد في ما يمكن أن يكون آخر مباراة له كلاعب برشلونة، وفي إطار التحضير للكأس جامبر جوان 2010، أرسل رونالدينيو رسالة مفتوحة للجماهير ولاعبي برشلونة، مشيرا إلى أنه احب السنوات الخمس، وقد صرح بهذا كثير ان هذه الخمس سنوات أفضل سنوات مرت علي مع النادي الكاتالوني.

### ميلان

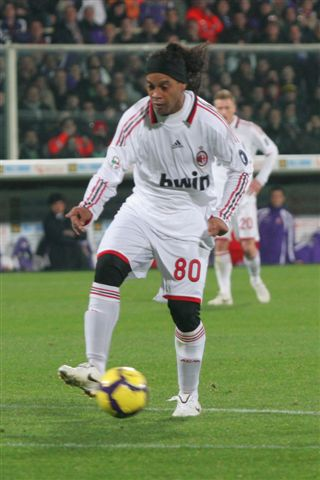
رونالدينيو يلعب لميلان في 2010

في يوليو 2008، تحول رونالدينيو إلى أسفل £ 25500000 عرضا من مانشستر سيتي للانضمام إلى دوري الدرجة الأولى الإيطالي لعمالقة ميلان على عقد مدته ثلاث سنوات يعتقد أن قيمتها حوالي عام £ 5100000 (€ 6500000)، مقابل رسم في منطقة £ 14500000 (18500000 €). مع ان رقم 10 بالفعل كان لزميله الهولندي كلارنس سيدورف، وقيل انه اختار 80 كرقم قميصه، وكان العام 1980 بسبب ولادته.
وسجل رونالدينيو هدفه الأول لميلان في الفوز بالدربي 1-0 على منافسه انتر منافسه في 28 سبتمبر 2008. أول ثنائيته كان في الفوز على سامبدوريا 3-0 في 19 أكتوبر 2008. وسجل في الدقيقة 93 من المباراة ضد براغا الفائز في المجموعة في كأس الاتحاد الأوروبي يوم 6 نوفمبر. 
أنهى أول موسم له مع ميلان في 10 أهداف من 32 مباراة في جميع المسابقات. وبعد بداية جيدة للموسم، وكافح رونالدينيو مع لياقة، وكان كثيرا ما لعب على مقاعد البدلاء لانهاء موسم الأول مخيب للامال مع ميلان.

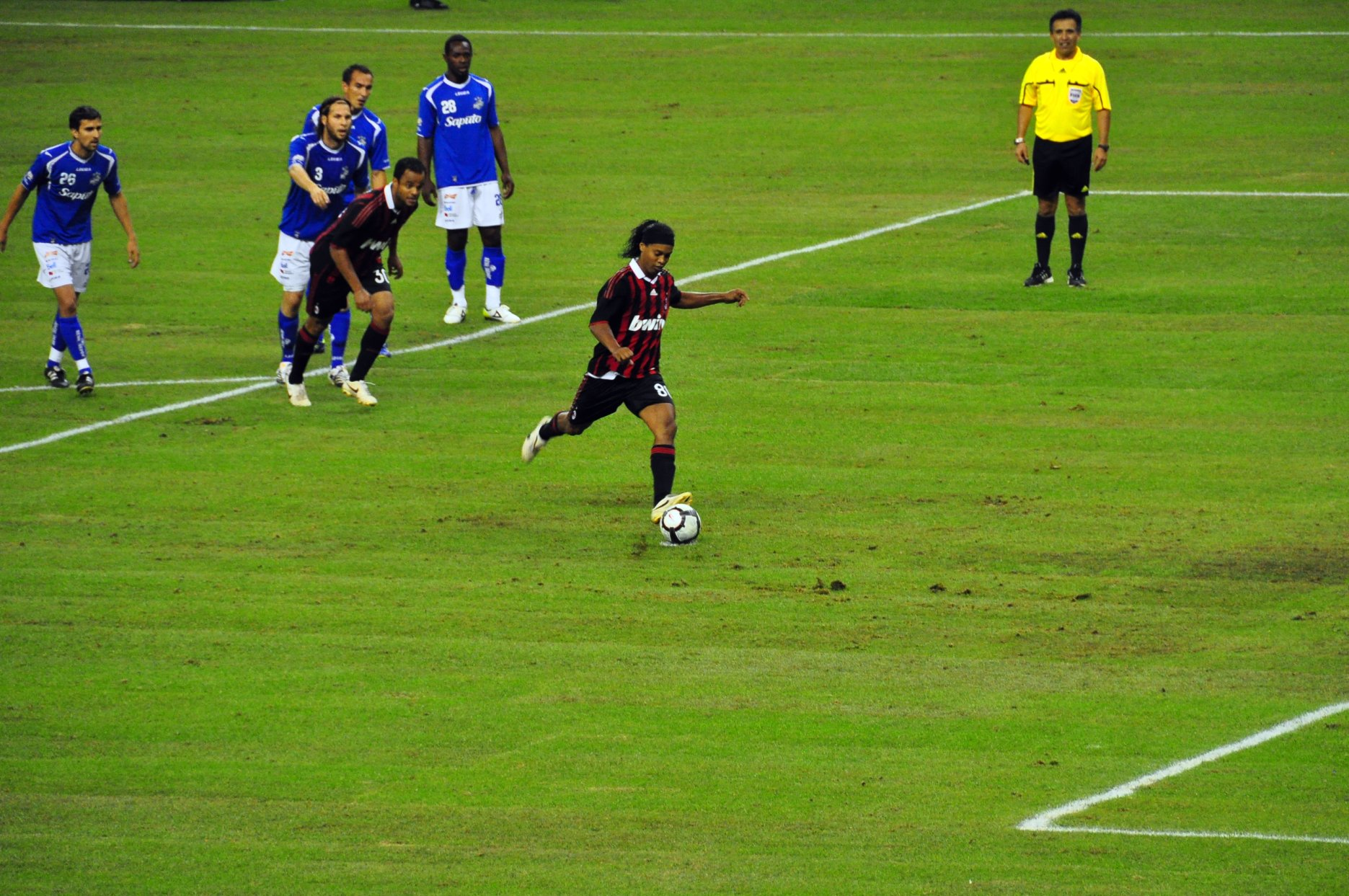
رونالدينيو بركلة جزاء مع ميلان

على أن موسمه الثاني لم يبدأ على ارتفاع علما، على الرغم من انه بدأ قبل كل مباراة تقريبا وجد نفسه على مقاعد البدلاء مرة أخرى. بعد فترة من الوقت، استعاد رونالدينيو مستواه وكان يمكن القول إنه أفضل لاعب ميلان في الموسم الحالي. لقد تغيرت ودوره من لاعب الوسط لمهاجمة الجناح الأيسر، وهو دور أكثر دراية.
في 10 يناير 2010، سجل رونالدينيو هدفين في مرمى يوفنتوس في مباراة ذهاب وختم نصر 3-0 لميلان. في المباراة التالية ضد سيينا يوم 17 يناير 2010، وسجل رونالدينيو أول هاتريك لميلان عندما تحويل ركلة الجزاء، وسجل من ضربة رأس من ركلة ركنية وانتهت بهدف عجب من 30 ياردة.
في الموسم الآخير قلت إمكانيات رونالدينيو، لكن بشكل ايجابي زعم على 13 تمريره «مساعده»، على الرغم من قلت إمكانياته فقد فوت ثلاثة ركلات حره. 

### فلامينغو
رونالدينيو غير راضاَ على مقعد البدلاء في ميلان، وصرح رونالدينيو في العودة إلى اللعب في البرازيل ليكون اقرب إلى عقد كأس العالم 2014.
و اعترف اللاعب انه تفاوض مع اندية برازيلية وجاء في وقت قريب اسم جريمو النادي السابق له، وبالميراس وفلامينغو يسعيان أيضا لتفاوض معه، وبعد اسابيع من التفاوضات، تخلى جريمو عن اللاعب «رونالدينيو» وبعد أيام جاء فريق بالميراس لتعاقد مع رونالدينيو، مما تسبب بأغلاق المزاد والتخلي عن رونالدينيو، واعلن رونالدينيو أخيراً الذهاب مع فريق فلامينغو.
انضم رونالدينيو إلى فلامينغو 11 يناير مع عقد ينتهي بحلول 2014. وفي 12 يناير عُرض عرض لرونالدينيو في أستاد غافيآ وذهب المشجعون والمشاهير أيضاَ، وحضرو المشجعين ليرو رونالدينيو في أول مره يرتدي فيها قميص فلامينغو برقم "10" وجاء العقد بقيمة 400 مليون جنيه استرليني.
لعب رونالدينيو أول مباراة له مع فريقة الجديد فلامينغو بعد عودته إلى بلاده، في أول مباراة له مع فريق برازيلي منذ عشر سنوات قاد رونالدينيو أكثر أندية البرازيل شعبيه بالفوز 1-0 على نوفا إجواكا في بطولة ولاية ريو، وارتدى رونالدينيو شارة القيادة، وتصدى حارس نوفا إجواكو لتسديدة أطلقها رونالدينيو من ركلة حرة. واحرز الهدف الوحيد بالدقيقة 86 عن طريق البديل فاندرلي. أحرز رونالدينيو هدفه ألأول له بمباراة انتهت بالفوز ضد بوافيستا 2-3 في 6 فبراير 2011. في 27 فبراير رونالدينيو حوَل المباراة بالشوط الثاني أحرز ركلة حرة لفريقه ليفوز على بوافيستا 0-1 وبفوزه بأول كأس (قطعة ذهبية) له مع الفريق، بطولة تاكا غوانابارا. رفع رونالدينيو الكأس الأولى له مع فلامينغو بعد تسديدته مرتفعة بقدمه اليمنى بالدقيقة 71 في أستاد جواو. الهدف أعطى فلامينغو لقب تاكا غوانابارا التاسع عشر، وأيضاً حصل على لقب كابيوناتو كاريوكا الذي يليَ البطولة بشهرين، والفريق فاز أيضا ببطولة تاكا ريو. في 27 يوليو، أحرز رونالدينيو هاتريك بمباراة فلامينغو ضد سانتوس وانتهت بالفوز 4-5، بعد أحراز سانتوس ثلاثة أهداف 3-0 بالدقائق 30 الأولى.

## مسيرته الدولية

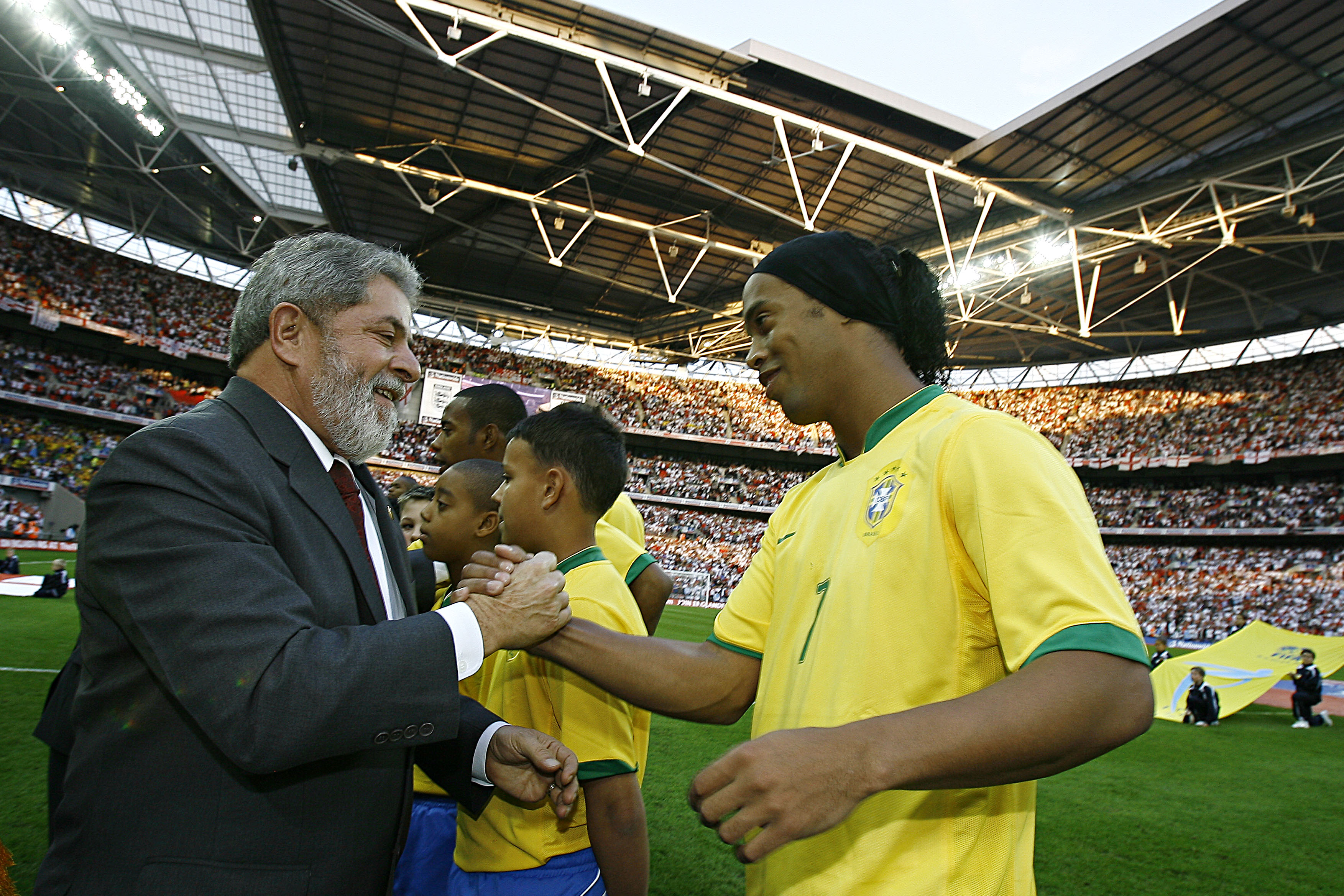
رونالدينيو مع الرئيس البرازيلي لولا

رونالدينهو هو واحد من اللاعبين البرازيليين النوادر الذين لعبو في كل مستوى السن الدولية من المنتخب البرازيلي، المنتخب البرازيلي للفوز أول للناشئين تحت 17 لكرة القدم في بطولة العالم 1997، الذي كان هدفه الأول من ركلة جزاء ضد النمسا في مباراة المجموعة الأولى التي فازت بها البرازيل 7-0. أنهى رونالدينيو هدفين وحصل على جائزة الكرة البرونزية مثل البرازيل وسجل ما مجموعه 21 هدفا بينما تلقت شباكه سوى اثنين.
وكان عام 1999 مزدحما لرونالدينيو من حيث اللعب الدولي. وشارك في 1999 بكأس العالم للشباب، وسجل هدفه الأول في مباراة البرازيل في المجموعة الأخيرة. في الجولة السادسة عشرة، وسجل هدفين في الشوط الأول ليفوز على كرواتيا 4-0، وانتهت بثلاثة اهداف حيث تم القضاء على البرازيل بواسطة منتخب أوروغواي في الدور ربع النهائي. في يوم 26 يونيو، قبل ثلاثة أيام من بدء بطولة كأس أمريكا الجنوبية عام 1999، حصل على أول مباراة للبرازيل في الفوز على لاتفيا 3-0، وسجل هدف واحد خلال الحملة المنتصرة للبرازيل بكوبا أمريكا. بعد أسبوع من اختتام بطولة كأس أمريكا الجنوبية، وكان يسمى بالتسجيل في بطولة كأس القارات 1999، والذي سجل هدفا في كل مباراة باستثناء المباراة النهائية، بما في ذلك هاتريك في مباراة ضد المملكة العربية السعودية 8-2 بفوز البرازيل في نصف النهائي. وسجل رونالدينيو في كل مباراة الا المباراة النهائية، التي خسرت البرازيل 4-3 من المكسيك. وفاز بجائزة الكرة الذهبية لأفضل لاعب في البطولة وكذلك على جائزة الحذاء الذهبي لهداف البطولة بين كبار.

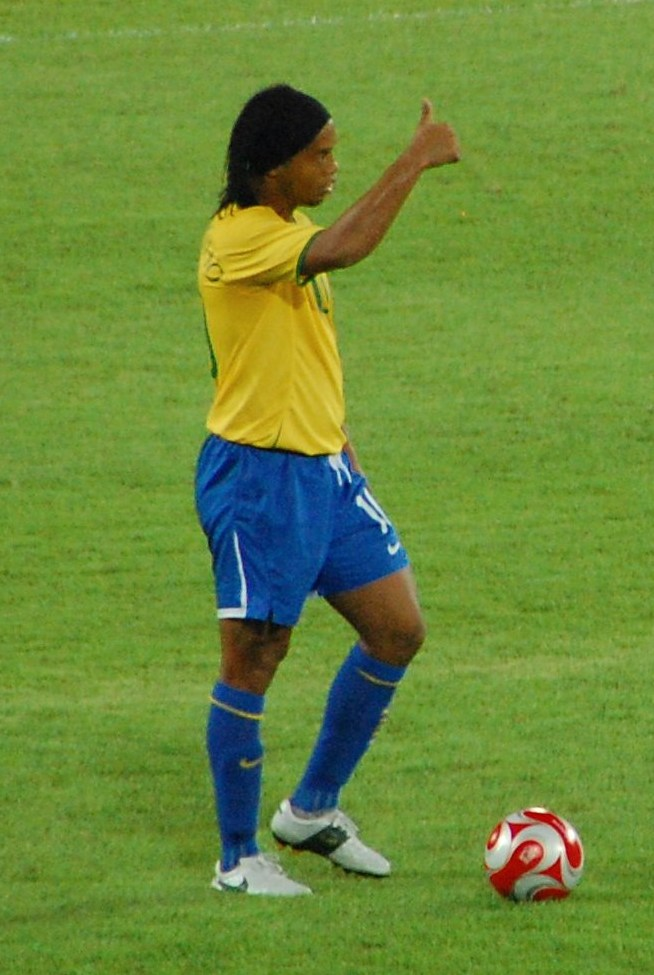
رونالدينيو في اولمبياد بكين 2008

في عام 2000، وشارك رونالدينيو في الألعاب الأولمبية الصيفية في سيدني، أستراليا مع منتخب البرازيل للشباب تحت-23. في وقت سابق من ذلك العام، قاد رونالدينيو البرازيل للفوز قبل البطولة الأولمبية واحرز تسعة اهداف في سبع مباريات. ولكن في دورة الألعاب الأولمبية، تم القضاء على البرازيل في الدور ربع النهائي من الكاميرون، الذي فاز بالميدالية الذهبية في وقت لاحق. لعب رونالدينيو أربع مرات وسجل هدف واحد فقط، والذي جاء في الدور ربع النهائي من هزيمة الكاميرون.

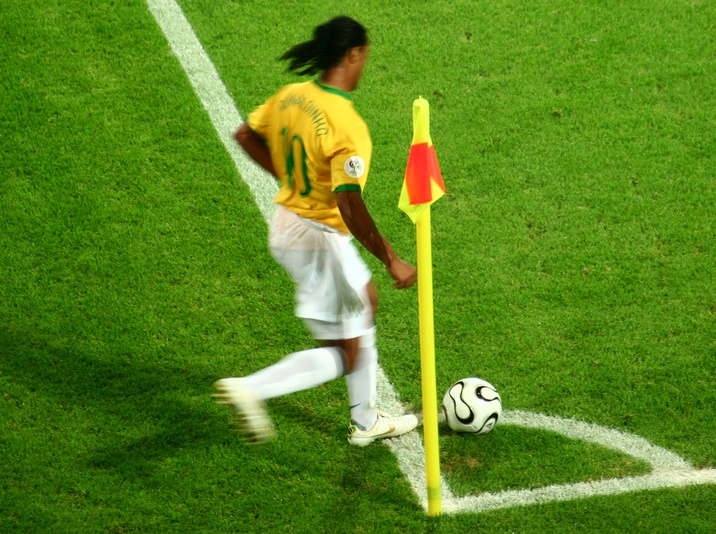
رونالدينيو يأخذ ركنيه في كأس العالم 2006

وشارك رونالدينيو في بطولة كأس العالم الأولى في عام 2002، كجزء من وحدة هجومية هائلة مع رونالدو وريفالدو، الذين كانوا أيضا على منتخب كوبا أمريكا 1999 بالفوز. ولعب في خمس مباريات وسجل هدفين. وجاء الهدف الأول في المجموعة مباراة ضد الصين، التي فازت البرازيل 4-0. وكان الهدف الثاني هدف الفوز في مباراة الدور ربع النهائي ضد انكلترا في 21 يونيو. في الدقيقة 50، بتسجيل هدف هائل بركلة حره من 35 متراً، على إنجلترا امام الحارس ديفيد سيمان ليمنح البرازيل بفارق 2-1. ومع ذلك، بعد سبع دقائق، تم ايقافه مرة ولارتكابه خطأ على المدافع الإنجليزي داني ميلز. في الدور قبل النهائي، ولكنه عاد إلى تشكيلة البرازيل انطلاق للفوز 2-0 على ألمانيا في المباراة النهائية وفازت البرازيل بكأس العالم للمرة الخامسة.
وكان لرونالدينيو البطولة الدولية المقبلة كأس القارات 2003. ومع ذلك، رونالدينيو لم يتمكن من تسجيل أي أهداف خلال البطولة والبرازيل ضعيفا، وكان قد خسر في دور المجموعات. في العام التالي، وكان استبعاده من تشكيلة البرازيل في كوبا أمريكا 2004، والمدرب كارلوس البرتو باريرا قرر منح راحة لنجومه واستخدم الفريق الاحتياطي إلى حد كبير. وكان كابتن البرازيل للقب الثاني في بطولة كأس القارات 2005، واختير لاعب في المباراة في فوز 4-1 على غريمه الأرجنتين في المباراة النهائية يوم 29 يونيو. وسجل رونالدينيو ثلاثة أهداف في البطولة وتعادل مع كواتيموك بلانكو في صدارة قائمة هدافي البطولة على الإطلاق برصيد تسعة اهداف في كل بطولات كاس القارات.
بدأ رونالدينيو في كل خمسة من البرازيل في نهائيات كأس العالم 2006 مباريات كجزء من «الرباعية السحرية» الكثير من الدعاية للاعبي الهجوم، جنبا إلى جنب مع ادريانو ورونالدو، وكاكا. ومع ذلك، أنهى رباعية مع خمسة أهداف فقط في البرازيل بخيبة أمل ككل في البطولة. تحول رونالدينيو في أدائه الجماعي أسوأ في مسيرته الدولية، والذهاب بالتعادل السلبي مع مساعدة واحدة فقط، والتي كان لهدف جيلبرتو في فوز الفريق 4-1 على اليابان المرحلة. وقال انه تم القضاء على البرازيل من فرنسا 1-0 في الدور ربع النهائي، في البرازيل التي كانت طلقة واحدة فقط على المرمى في المباراة بأكملها. وقد انتقد الفريق من قبل المشجعين ووسائل الإعلام البرازيلية اتباعهم العودة إلى ديارهم. يوم 3 يوليو، بعد يومين من القضاء في البرازيل، مخربون مضحي ودمرت 7.5 مترا (23 قدما) من الألياف الزجاجية الشاهقة والتمثال الراتنج من رونالدينيو في Chapecó. نصب هذا التمثال كان في عام 2004 للاحتفال بأول احتفال للأفضل لاعب كرة قدم في العالم في 2004. وانضم في ذلك اليوم نفسه، رونالدينيو، وادريانو، الذي عاد إلى برشلونة وعقد الحزب في منزله، الذي استمر حتى ساعات الصباح الباكر في ملهى ليلي. هذا إلى تفاقم مشاعر الثابت من مشجعي البرازيل العديد من الذين يعتقدون أن للخيانة من قبل قلة من الجهد من لاعبي الفريق.
في 24 مارس 2007، وسجل مرتين في الفوز على تشيلي 4-0، الذي صادف أول هدف له منذ بطولة كأس القارات 2005 بنهائي وهكذا انتهت بالتعادل السلبي مسحة التي استمرت ما يقرب من عامين، وقال إنه لم يكن استدعاؤهم لكوبا أمريكا 2007 بعد طلب إعفاءه من البطولة بسبب الإرهاق. وفي 18 أكتوبر، في مقاعد البدلاء للجدل من قبل برشلونة بعد عودته إلى إسبانيا في وقت متأخر بعد فوزه 5-0 في مباراة ودية البرازيل على الإكوادور. احتفل هو وعدد من لاعبي البرازيل والفوز الحفلات طوال الليل في ملهى ليلي في ريو دي جانيرو الفاخرة. ترك رونالدينيو في الساعة 11 صباحا في صباح اليوم التالي، زعم في صندوق سيارة من أجل تجنب وسائل الإعلام. في 7 يوليو 2008، استدعي رونالدينيو للمنتخب الوطني في الألعاب الأولمبية الصيفية مع فرقه من اللاعبين اصغر عمراً. برشلونة منعت في البداية هذه الخطوة بسبب وضعه آنذاك للألتزمات المقبله دوري ابطال أوروبا مع النادي ،ولكن في وقت لاحق تغير الوضع بأنتقال رونالدينيو إلى ميلان، والذي بدوره يسمح له للقيام إلى بالرحلة إلى بكين. رونالدينيو سجل هدفين له فوزاً حاسماً على نيوزيلاندا 5-0 قبل أن تتعرض البرازيل للسحقَ من قِبل الأرجنتين في الدور قبل النهائي. وأنهى المنتخب البرازيلي مع الميدالية البرونزيه بعد فوزه على بلجيكا 3-0 في مباراة الميدالية البرونزية.
على الرغم من استبعاد انه عاد إلى شكل جيد ،واختياره عضواً من تشكيلة (فرقة) 30 التي قدمت لأتحاد كرة القدم 11 مايو 2010، لم يدع رونالدينيو في قائمة المدرب دونغا بالتشكيلة النهائية ب 23 لاعب للمنتخب البرازيلي بكأس العالم في جنوب أفريقيا على الرغم من انه يرغب بالقيام بذلك. وادعى النقاد ان استبعاد لاعبين مثل رونالدينيو وألكساندر باتو، وأدريانو ورونالدو يشير إلى ألابتعاد عن كلاسيكية المهاجمة البرازيلية «جوغا بونيتو» بأسلوب اللعب.

## آراء

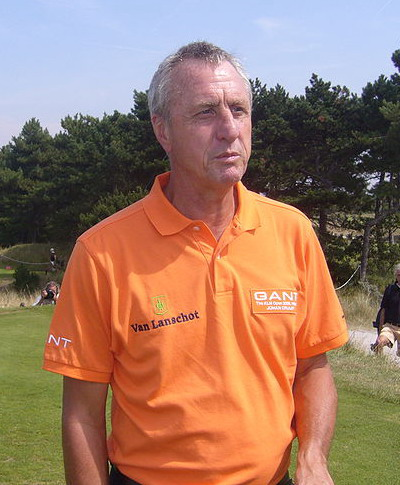
يوهان كرويف

يوهان كرويف: رونالدينيو يسير على خطى الأساطير.
ليونيل ميسي: رونالدينيو ساحر كرة القدم ولاعب خيالي.
صرح الأرجنتيني الصغير بالدولي البرازيلي رونالدينيو: ما أستطيع قوله أن رونالدينهو لاعب ساحر بكل ما تعنيه الكلمة، ما يقدمه في الملعب أقرب للخيال منه للحقيقة.
إنه ساحر بمعنى الكلمة، يتعامل مع الكرة بطريقة غريبة جدا، بالفعل هي طريقة مدهشة، يمكنه عمل أي شيء من لا شيء، عندما تواجه رونالدينهو فأنت تتوقع أي شيء في لحظة أو جزء منها، أعتقد أن الفخر لنا أن يكون بجانبنا، هو يقوم بأشياء تصب في مصلحة البارسا أولا وأخيرا.
بيليه: رونالدينيو يذكرني بنفسي وانا لاعب.
قال بيليه الجوهرة البرازيلية ان الساحر البرازيلي ولاعب برشلونه الأسباني رونالدينيو غوتشو دي اسيس يذكره بنفسه انه كان لاعب من قبل. بيليه يقول ان رونالدينيو مختلف لكن استطيع القول انه يشبهني في اللعب هو سفير عظيم للكرة البرازيلية في العالم في هذه اللحظة وهذا ما كنت عليه انا سابقا وهذه نقطة التشابه بيننا.
ومن دون شك إذا كان هناك لاعب في العالم تقارنه بي فهو رونالدينيو غوتشو (أفضل لاعب في العالم في هذه اللحظة).(2005-2006)

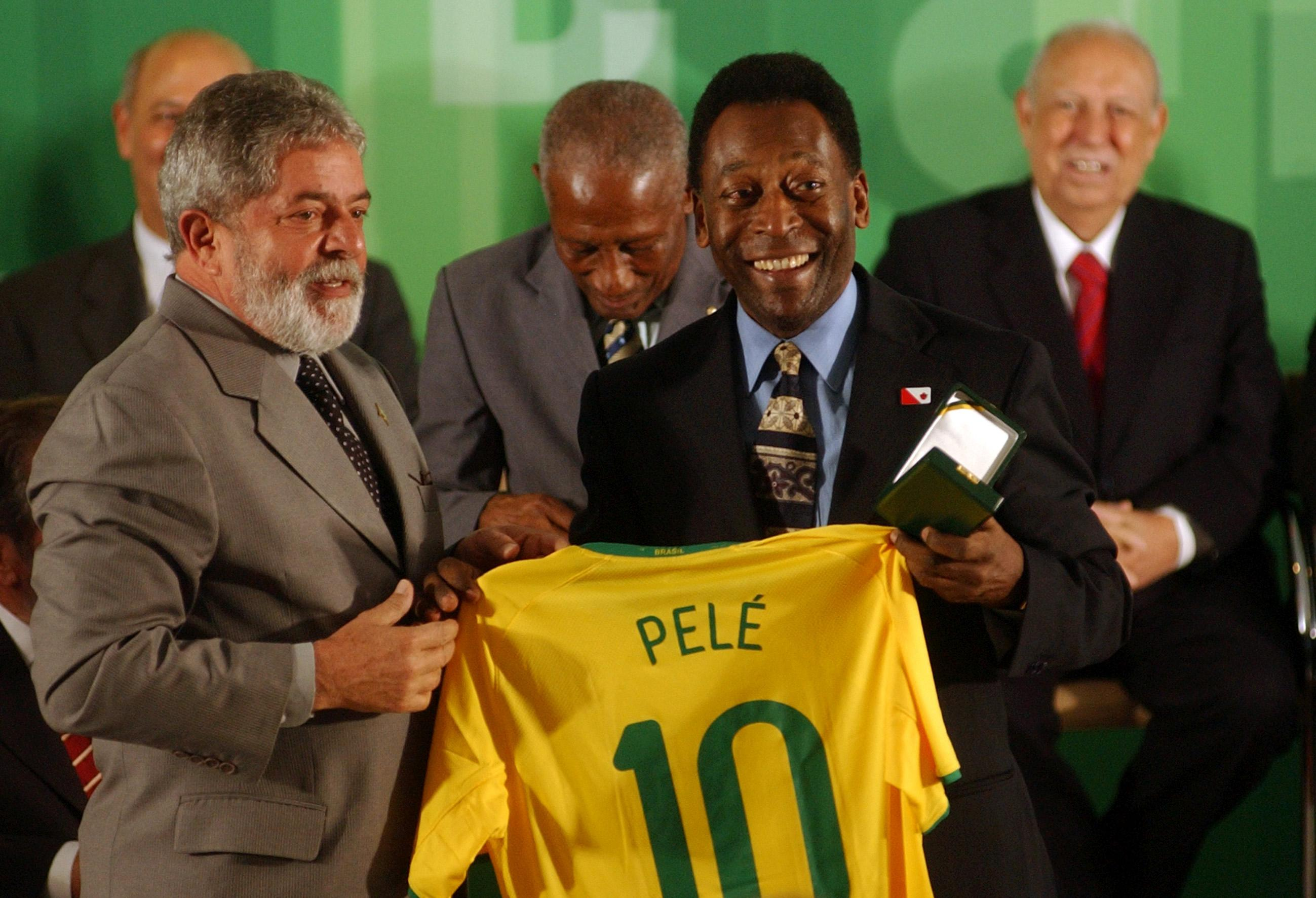
بيليه

بلاتيني: رونالدينهو يجعل كرة القدم أجمل ويزرع السعادة في قلوب الجميع وابتسامته داخل الملعب تحكي القصة كلها.
كرويف: إنه يستحق الكرة الذهبية فهو يمتع ويحمس جميع الذين يأتون لمشاهدته.
بابان: رونالدينهو هو الساحر الأخير، إنه لاعب عظيم ومتواضع إنه يلعب لأجل المتفرجين، كنت أتمنى لو أننا من جيل واحد لنلعب سوية في فريق واحد.
ريفيلينو: إنه يمر بلحظات عظيمة ما يفعله في برشلونة يمتع ويحمس العالم بأسره وهو لاعب يستحيل مراقبته.

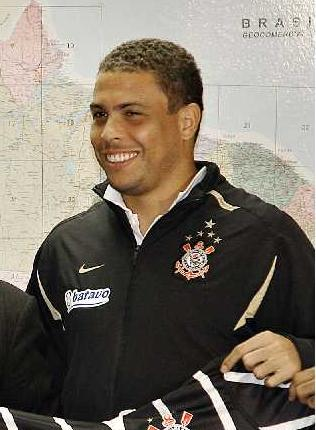
رونالدو

لوكسمبورغو: تخوله ميزاته الفريده اللعب في مركز رأس الحرية فهو نهاز للفرص ومناور بارع وهداف بالفطرة.
زيكو: في كل حياتي التي أمضيتها في الملعب لم أسجل هدفاً كالذي سجله رونالدينيو على فنزويلا في كوبا أمريكا 1999.
توستاو: رونالدينيو هو واحد من أفضل اللاعبين في الوقت الحالي واعتقد أنه سيكون واحد من أفضل خمس لاعبين في العالم على مدى التاريخ انه خليط من من الواقعية والخيال
رونالدو: تعجبني في رونالدينيو السهولة التي يتجاوز فيها خصومه.
الأرجنتيني مارادونا: إنه خليفتي هو اللاعب الوحيد الذي أدفع ثمن تذكرة لمشاهدته في الملعب.
جيرسون نجم البرازيل في مونديال 1970: لم أصدق ما قيل عنه، واعتقدت أن الجميع يبالغون، لكن عندما شاهدته وجدت أنه أفضل بكثير مما سمعته عنه.
جونيور نجم البرازيل في مونديال 1982:إنه ظاهرة من الظواهر التي لا تنتجها سوى البرازيل.

## حياته الشخصية
ولد رونالدينيو في مدينة بورتو أليغري، عاصمة ولاية ريو غراندي دو سول في البرازيل.
والدته هي دونا أسيس، هي مندوبة المبيعات سابقاً ودرست لتصبح ممرضة، والده هو جواو موريرا، وكان عامل بناء السفن المحلية، ولاعب كرة قدم للنادي كروزيرو. بدأت مهارات رونالدينيو لتزهر في سن مبكرة، وقيل انه بالنظر أول لقب رونالدينيو لأنه كثيرا ما كان أصغر لاعب في المباريات واصغر لاعب في نادي الشباب. وقد تم تحديد رونالدينيو كنجم صاعد في بطولة العالم للشباب 1997 - في مصر، والذي سجل هدفين في ضربات الترجيح.
رونالدينيو أصبح أباً في 25 فبراير 2005 وأسماه (جوآوَ) تيمناً بجد رونالدينيو.
رونالدينيو 2005 نايكي للأعلان، حيث اعطيِ زوج جديد من الأحذية، من شركة نايكي، ثم تنقل كرات رونالدينيو وتكرار نفس التسديدة ضد العارضة واستعادة الكرة دون ملامسة الأرض ،و لقت رواجاً على يوتيوب، لتصبح محل ألأنظار الأول لتصل إلى مليون وجهات نظر.
في عام 2010 خلال اجازته في ريو دي جانيرو، 50 سنت كان في الحفل، و دعا 50 سنت رونالدينيو كضيف خاص لحفلته حيث رقصوا مع اللاعب البرازيلي المميز بأبتسامة كبيره.
عاد النجم البرازيلي رونالدينيو للظهور مجدداً على أغلفة الصحف المجلات العالمية بسبب المهارات الكروية الرائعة التي يقدمها في كل حصة تدريبية مع نادي فلامنغو البرازيلي المنضم إليه حديثاً قادماً من نادي ميلان الإيطالي. وأبهر رونالدينو مشجعي ولاعبي فلامنغو بمهاراته العالية خلال الحصة التدريبية لهذا اليوم، وخاصة عندما أرسل كرات التدريب داخل الشبكة التي كان يحملها أحدا أعضاء الجهاز الفني لجمعها وهو ما اعتبرته الجماهير بأنه شيء من الخيال.
في 19 مايو 2022، قام النجم البرازيلي رونالدينهو بزيارة إلى تونس كأوّل قدوم لهذا البلد دعما للسياحة التونسية والتعريف بها.

## إحصائيات

### النادي
آخر تحديث 26 سبتمبر 2015.
| النادي           | الموسم   | الدوري           | الدوري | الدوري | الكأس | الكأس | قاري | قاري | أخرى | أخرى | المجموع | المجموع |
| النادي           | الموسم   | الدوري           | لعب    | سجل    | لعب   | سجل   | لعب  | سجل  | لعب  | سجل  | لعب     | سجل     |
| ---------------- | -------- | ---------------- | ------ | ------ | ----- | ----- | ---- | ---- | ---- | ---- | ------- | ------- |
| غريميو           | 1998     | الدوري البرازيلي | 14     | 1      | 2     | 0     | 15   | 3    | 17   | 4    | 48      | 8       |
| غريميو           | 1999     | الدوري البرازيلي | 17     | 6      | 3     | 0     | 4    | 2    | 24   | 15   | 48      | 23      |
| غريميو           | 2000     | الدوري البرازيلي | 21     | 14     | 6     | 6     | —    | —    | 22   | 21   | 49      | 41      |
| غريميو           | المجموع  | المجموع          | 52     | 21     | 11    | 6     | 19   | 5    | 63   | 40   | 145     | 72      |
| باريس سان جيرمان | 2001–02  | الدوري الفرنسي   | 28     | 9      | 6     | 2     | 14   | 2    | —    | —    | 48      | 13      |
| باريس سان جيرمان | 2002–03  | الدوري الفرنسي   | 27     | 8      | 7     | 3     | 4    | 1    | —    | —    | 38      | 12      |
| باريس سان جيرمان | المجموع  | المجموع          | 55     | 17     | 13    | 5     | 18   | 3    | —    | —    | 86      | 25      |
| برشلونة          | 2003–04  | الدوري الإسباني  | 32     | 15     | 6     | 3     | 7    | 4    | —    | —    | 45      | 22      |
| برشلونة          | 2004–05  | الدوري الإسباني  | 35     | 9      | 0     | 0     | 7    | 4    | —    | —    | 42      | 13      |
| برشلونة          | 2005–06  | الدوري الإسباني  | 29     | 17     | 2     | 1     | 12   | 7    | 2    | 1    | 45      | 26      |
| برشلونة          | 2006–07  | الدوري الإسباني  | 32     | 21     | 4     | 0     | 11   | 3    | 2    | 0    | 49      | 24      |
| برشلونة          | 2007–08  | الدوري الإسباني  | 17     | 8      | 1     | 0     | 8    | 1    | —    | —    | 26      | 9       |
| برشلونة          | المجموع  | المجموع          | 145    | 70     | 13    | 4     | 45   | 19   | 4    | 1    | 207     | 94      |
| ميلان            | 2008–09  | الدوري الإيطالي  | 29     | 8      | 1     | 0     | 6    | 2    | —    | —    | 36      | 10      |
| ميلان            | 2009–10  | الدوري الإيطالي  | 36     | 12     | 0     | 0     | 7    | 3    | —    | —    | 43      | 15      |
| ميلان            | 2010–11  | الدوري الإيطالي  | 11     | 0      | 0     | 0     | 5    | 1    | —    | —    | 16      | 1       |
| ميلان            | المجموع  | المجموع          | 76     | 20     | 1     | 0     | 18   | 6    | —    | —    | 95      | 26      |
| فلامنغو          | 2011     | الدوري البرازيلي | 31     | 14     | 5     | 1     | 3    | 2    | 13   | 4    | 52      | 21      |
| فلامنغو          | 2012     | الدوري البرازيلي | 2      | 1      | 0     | 0     | 8    | 2    | 10   | 4    | 20      | 7       |
| فلامنغو          | المجموع  | المجموع          | 33     | 15     | 5     | 1     | 11   | 4    | 23   | 8    | 72      | 28      |
| أتلتيكو مينييرو  | 2012     | الدوري البرازيلي | 32     | 9      | 0     | 0     | —    | —    | —    | —    | 32      | 9       |
| أتلتيكو مينييرو  | 2013     | الدوري البرازيلي | 14     | 7      | 2     | 0     | 14   | 4    | 8    | 6    | 38      | 17      |
| أتلتيكو مينييرو  | 2014     | الدوري البرازيلي | 2      | 0      | —     | —     | 9    | 1    | 4    | 0    | 15      | 1       |
| أتلتيكو مينييرو  | المجموع  | المجموع          | 48     | 16     | 2     | 0     | 23   | 5    | 12   | 6    | 85      | 27      |
| كويريتارو        | 2014–15  | الدوري المكسيكي  | 25     | 8      | 4     | 0     | —    | —    | —    | —    | 29      | 8       |
| فلومينينسي       | 2015     | الدوري البرازيلي | 7      | 0      | 2     | 0     | —    | —    | —    | —    | 9       | 0       |
| الإجمالي         | الإجمالي | الإجمالي         | 441    | 167    | 51    | 16    | 134  | 42   | 102  | 55   | 728     | 280     |

1. ↑  تشمل المسابقات الدولة البرازيلية كؤوس السوبر الوطنية.

### الدولية
| المنتخب  | العام   | المباريات | الأهداف |
| -------- | ------- | --------- | ------- |
| البرازيل | 1999    | 13        | 7       |
| البرازيل | 2000    | 5         | 1       |
| البرازيل | 2001    | 4         | 1       |
| البرازيل | 2002    | 10        | 4       |
| البرازيل | 2003    | 8         | 2       |
| البرازيل | 2004    | 10        | 6       |
| البرازيل | 2005    | 12        | 6       |
| البرازيل | 2006    | 9         | 0       |
| البرازيل | 2007    | 11        | 5       |
| البرازيل | 2008    | 2         | 0       |
| البرازيل | 2009    | 3         | 0       |
| البرازيل | 2010    | 1         | 0       |
| البرازيل | 2011    | 5         | 1       |
| البرازيل | 2012    | 1         | 0       |
| البرازيل | 2013    | 3         | 0       |
| المجموع  | المجموع | 97        | 33      |

## الإنجازات

### النادي
جريمو
- كوبا سول (1): 1999
- بطولة ريو غراند دو سول (1): 1999

 باريس سان جيرمان
- كأس إنترتوتو ألأوروبي (1): 2001[50]

 برشلونة
- الدوري ألأسباني (2): 2004–05، 2005–06[51]
- كأس السوبر الإسباني (2): 2005، 2006[52]
- دوري أبطال أوروبا (1): 2006

 ميلان
- الدوري الإيطالي (1): 2010–11

 أتلتيكو مينييرو
- ريكوبا سودأمريكانا (1): 2013
- كأس ليبرتادوريس (1): 2014

### الدولية
برازيل تحت-17
- كأس العالم للناشئين تحت-17 (1): 1997

 البرازيل
- كوبا أمريكا (1): 1999
- كأس العالم (1): 2002
- كأس القارات (1): 2005

### الفردية
- كأس القارات (الكرة الذهبية): 1999
- كأس القارات (الحذاء الذهبي): 1999
- هداف بطولة ريو غراند دو سول: 1999
- كأس العالم فريق النجوم: 2002
- فيفا 100
- جائزة دون بالون لدوري ألأسباني (2): 04-2003، 06-2005
- جائزة إفي (1): 2004
- جائزة أفضل لاعب كرة قدم في العالم (2): 2004، 2005
- جائزة أبطال أوروبا لأفضل مهاجم (1): 2004–05
- جائزة الكرة الذهبية (1): 2005
- جائزة فيفا برو لأفضل لاعب (2): 2005، 2006
- جائزة أفضل لاعب في فريقه بدوري أوروبا (1): 06-2005
- فريق دوري أوروبا للسنة (3): 04-2003، 2004–05، 06-2005
- فريق نجوم العالم (فيفا برو) (3): 2004–05، 06-2005، 07-2006
- الحذاء الذهبي (1): 2009

## روابط خارجية
- رونالدينيو على موقع IMDb (الإنجليزية)
- رونالدينيو على موقع روتن توميتوز (الإنجليزية)
- رونالدينيو على موقع ألو سيني (الفرنسية)
- رونالدينيو على موقع ميوزك برينز (الإنجليزية)
- رونالدينيو على موقع إن إن دي بي (الإنجليزية)
- رونالدينيو على موقع ديسكوغز (الإنجليزية)
- رونالدينيو على موقع قاعدة بيانات الفيلم (الإنجليزية)
- رونالدينيو على موقع الاتحاد الدولي (مؤرشف)  (الإنجليزية)
- رونالدينيو على موقع الاتحاد الأوربي (الإنجليزية)
- رونالدينيو على موقع رابطة كرة القدم الفرنسية للمحترفين (الإنجليزية)
- رونالدينيو على موقع إي إس بي إن إف سي (الإنجليزية)
- رونالدينيو على موقع قاعدة بيانات كرة القدم.إي يو (الإنجليزية)
- رونالدينيو على موقع ليكيب (الفرنسية)
- رونالدينيو على موقع ناشيونال فوتبول تيمز (الإنجليزية)
- رونالدينيو على موقع Soccerbase.com (لاعب) (الإنجليزية)
- رونالدينيو على موقع Soccerway.com (الإنجليزية)
- رونالدينيو على موقع عالم كرة القدم.نت (الإنجليزية)